# Louis Fleury
Pour les articles homonymes, voir Fleury.
Louis Fleury (* 24 mai 1878 à Lyon – † 10 juin 1926 à Paris) est un flûtiste français.

## Biographie
Élève de Paul Taffanel au Conservatoire de Paris, Fleury obtient un premier prix de flûte en 1900. En 1902, il rejoint la Société moderne d'instruments à vent et en prend la direction au départ de Georges Barrère en 1905.  
Très concerné par le répertoire pour flûte, il contribue à la redécouverte d'œuvres de l'époque baroque et commande de nouvelles pièces à ses contemporains. En 1913, il crée par exemple le solo de flûte Syrinx de Claude Debussy, qui lui est dédié. Fleury est aussi le dédicataire de nombreuses autres partitions, notamment de la pièce Krishna du recueil Joueurs de Flûte d'Albert Roussel, qu'il joue en première audition en 1925. 
En 1921, le compositeur britannique Cyril Rootham lui dédie Suite in Three Movements pour flûte et piano. La compositrice française Mel Bonis lui dédie quant à elle sa Sonate pour flûte et piano (1904), qu'il joue plusieurs fois. Lui ont également été dédiés Jeux, sonatine pour flûte et piano de Jacques Ibert. En 1908, il participe à la création française des mélodies de la compositrice britannique Ethel Smyth. 
Il est l'auteur, avec Paul Taffanel, de l'article consacré à la flûte dans l'Encyclopédie de la musique et dictionnaire du Conservatoire de Lavignac et de La Laurencie. 
Sa femme était la pianiste et claveciniste Gabrielle Monchablon (ou, souvent, Fleury-Monchablon, dans la presse) , et sa fille Antoinette Fleury.